# Waukon (Iowa)
Waukon település az Amerikai Egyesült Államok Iowa államában, Allamakee megyében, melynek megyeszékhelye is. Lakosainak száma 3827 fő (2020. április 1.).

## Népesség
A település népességének változása:

| 2010 | 3 897 |
| 2020 | 3 827 |